# Malužinská dolina
Malužinská dolina je údolí na severní straně Nízkých Tater.
Protéká jim potok Malužiná. V horní části se větví na údolí Hodruša, kterou vede modře značená turistická trasa z Malužiné na sedlo pod Veľkým bokom (1727 m), vlastní Malužinskou dolinu, v jejímž závěru je pramen nazývaný Malužinská kyslá voda, a Chorupnianskou dolinu.